# باشگاه فوتبال اسپارتاکس یورمالا
باشگاه فوتبال اسپارتاکس یورمالا یک باشگاه فوتبال لتونی است که در اسلوکا، یورمالا قرار دارد. در سال ۲۰۱۲، آنها در مسابقات قهرمانی لیگ ۱ لتونی (سطح دوم فوتبال لتوتی) سوم شدند و پس از پیروزی در پلی آف مقابل تیم JFK Olimps به لیگ برتر فوتبال لتونی صعود کردند. این باشگاه مسابقات خانگی خود را در ورزشگاه اسلوکا با ظرفیت ۲۵۰۰ نفر انجام می‌دهد.

## افتخارات
- قهرمان لیگ برتر فوتبال لتونی (۲)
  - ۲۰۱۶، ۲۰۱۷
- قهرمان لیگ دوم لتونی (سطح سوم فوتبال لتونی) (۱)
  - ۲۰۰۷
- برنده پلی آف لیگ ۱ لتونی (۱)
  - ۲۰۱۱
- باشگاه ورزشی سال در یورمالا (۱)
  - ۲۰۱۱

## عملکرد در رقابتهای اروپایی

### مسابقات
| فصل     | رقابت              | مرحله             | حریف                 | میزبان | میهمان | مجموع |
| ------- | ------------------ | ----------------- | -------------------- | ------ | ------ | ----- |
| ۲۰۱۵–۱۶ | لیگ اروپا یوفا     | مرحله اول مقدماتی | بودوچنوست پودگوریتسا | ۰–۰    | ۳–۱    | ۳–۱   |
| ۲۰۱۵–۱۶ | لیگ اروپا یوفا     | مرحله دوم مقدماتی | وویوودینا            | ۱–۱    | ۰–۳    | ۱–۴   |
| ۲۰۱۶–۱۷ | لیگ اروپا یوفا     | مرحله اول مقدماتی | دینامو مینسک         | ۰–۲    | ۱–۲    | ۱–۴   |
| ۲۰۱۷–۱۸ | لیگ قهرمانان اروپا | دور دوم مقدماتی   | آستانه               | ۰–۱    | ۱–۱    | ۱–۲   |
| ۲۰۱۸–۱۹ | لیگ قهرمانان اروپا | مرحله اول مقدماتی | ستاره سرخ بلگراد     | ۰–۰    | ۰–۲    | ۰–۲   |
| ۲۰۱۸–۱۹ | لیگ اروپا یوفا     | مرحله دوم مقدماتی | لا فیوریتا           | ۶–۰    | ۳–۰    | ۹–۰   |
| ۲۰۱۸–۱۹ | لیگ اروپا یوفا     | مرحله سوم مقدماتی | سودووا               | ۰–۱    | ۰–۰    | ۰–۱   |